# Puente de Piedra (Skopie)
El Puente de Piedra (en macedonio: Камен Мост) es un puente sobre el río Vardar en Skopie, la capital de Macedonia del Norte. El puente es considerado un símbolo de Skopie y es el elemento principal del escudo de armas de la ciudad, que a su vez se incorpora en la bandera de la ciudad. El puente de piedra une la plaza Macedonia, en el centro de Skopie, con el Antiguo Bazar. El puente también se conoce con menos frecuencia como el puente de Dušan en honor de Stephen Uroš IV Dušan de Serbia.
El Puente de Piedra está construido con bloques sólidos de piedra y sostiene una hilera de columnas conectadas por doce arcos semicirculares. El puente tiene una longitud de 214 metros y 6 metros de ancho.

## Historia

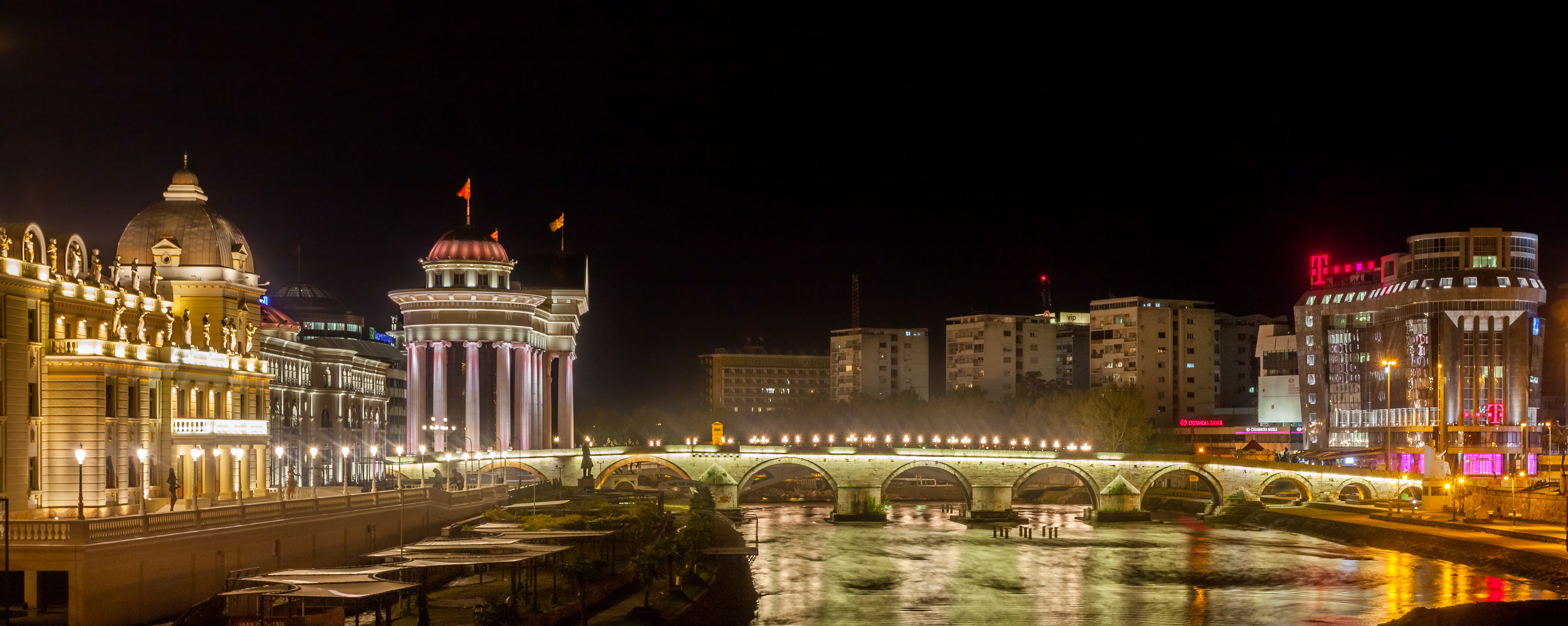
Vista nocturna

Fue construido sobre otro anterior del Imperio romano, bajo el patrocinio del sultán Mehmed II el Conquistador, entre 1451 y 1469. A lo largo de los siglos ha sufrido frecuentes daños y reparaciones. Durante un terremoto en 1555 quedó gravemente dañado, y fueron destruidos cuatro de sus pilares, que fueron reconstruidos ese mismo año. También se han producido algunas ejecuciones públicas en el puente, como las de la rebelión de Karposh en 1689. En 1944, los nazis colocaron explosivos en su base, pero la liberación de Skopie evitó su destrucción. La última reconstrucción se llevó a cabo en 1994  y la casa del guarda ha sido reconstruida recientemente.